# Ordine dei Costruttori della Polonia popolare
L'ordine dei Costruttori della Polonia popolare è stato un'onorificenza polacca.

## Storia
L'ordine è stato fondato il 2 luglio 1949 per premiare il contributo eccezionale per il lavoro di costruzione della Repubblica Popolare di Polonia.

## Assegnazione
Fino al 1960 era assegnato:
- per lo sviluppo dell'economia nazionale, grazie a particolare invenzioni, al miglioramento del lavoro o dei metodi di lavoro;
- per meriti nei campi dell'educazione, della scienza, della cultura e dell'arte;
- per aver aumentato la difesa del paese;
- per l'aver migliorato la forma fisica e la salute della nazione.

Dal 1960 fu assegnato:
- per attività nazionali o sociali;
- per meriti nello sviluppo dell'economia nazionale;
- per meriti nei campi dell'educazione, della scienza, della cultura e dell'arte;
- per l'aver rafforzato la difesa della patria.

## Insegne
- Il nastro è rosso con una striscia centrale bianca e bordi blu. Nel 1960 è stata introdotta una rosetta dorata.

| Nastri    |           |
| 1949-1960 | 1960-1992 |